# Pettson och Findus - Katten och gubbens år
Pettson och Findus - Katten och gubbens år (Nederlands: Pettson & Findus - Het jaar van de kat en zijn baas) is een Zweedse animatiefilm uit 1999 onder regie van Albert Hanan Kaminski, gebaseerd op de kinderboeken Pettson en Findus van Sven Nordqvist.

## Verhaal
Pettson en zijn poes Findus hebben een ijszeilboot gemaakt waarmee ze gaan vissen en zeilen. Als er een sneeuwstorm losbarst bouwen ze snel een iglo om in te schuilen. Om wakker te blijven in deze vrieskou beginnen ze elkaar verhalen te vertellen, over pannenkoeken op de verjaardag van Findus, over de haan in het kippenhok en de bange vos… Ze hebben genoeg verhalen te vertellen tot de storm over is en ze terug naar de boerderij kunnen.

## Stemverdeling Nederlandse versie
- Wim van Rooij - Pettson
- Lotte Lohr - Findus
- Carolina Mout
- Jan Nonhof
- Just Meijer
- Maria Lindes
- Rieneke van Nunen

Overige medewerkers

Regie: Jan Nonhof

Vertaling en bewerking: Stef Feld

Techniek: Lucas Berger / Studio Michel Mulders

Productie: Veronique Homs en Birgit Schoolmeesters / Wim Pel Productions